# Pittori cinesi
La seguente è una lista dei principali pittori e calligrafi cinesi:
| pinyin             | Wade-Giles         | Cinese tradizionale nome | Cinese semplificato nome | Date                                        | Note                                                         |
| ------------------ | ------------------ | ------------------------ | ------------------------ | ------------------------------------------- | ------------------------------------------------------------ |
| Ài Xuān            | Ai Hsüen           | 艾軒                     | 艾轩                     | 1947-vivente                                |                                                              |
| An Zhengwen        | An Cheng-wen       | 安正文                   | 安正文                   | Dinastia Ming                               |                                                              |
| Biān Jǐngzhāo      | Pien Ching-chao    | 邊景昭                   | 边景昭                   | Dinastia Ming                               | Conosciuto anche col suo zi, Bian Wenjin                     |
| Biān Shòumín       | Pien Shou-min      | 邊壽民                   | 边寿民                   | 1684–1752                                   |                                                              |
| Cài Guóqiáng       | Ts'ai Kuo-hsiang   | 蔡國強                   | 蔡国强                   | 1957-vivente                                |                                                              |
| Cao Buxing         | Ts'ao Pu-hsing     | 曹不興                   | 曹不兴                   | III secolo                                  |                                                              |
| Cáo Xuěqín         | Ts'ao Hsueh-ch'in  | 曹雪芹                   | 曹雪芹                   | 1715–1763                                   |                                                              |
| Cao Zhibai         | Ts'ao Chih-pai     | 曹知白                   | 曹知白                   | 1272–1355                                   |                                                              |
| Chang Shuhong      | Ch'ang Shu-hung    | 常書鴻                   | 常书鸿                   | 1904–1994                                   |                                                              |
| Cheng Ji (pittore) | Ch'eng Chi         | 程及                     | 程及                     | 1912–2005                                   |                                                              |
| Chén Chún          | Ch'en Ch'un        | 陳淳                     | 陈淳                     | 1483–1544                                   |                                                              |
| Chén Dānqīng       | Ch'en Tan-ch'ing   | 陳丹青                   | 陈丹青                   | 1953-vivente                                |                                                              |
| Chen Daofu         | Ch'en Tao-fu       | 陳道復                   | 陈道复                   | 1480–1544                                   |                                                              |
| Chen Hong          | Ch'en Hung         | 陳閎                     | 陈闳                     | Dinastia Tang                               |                                                              |
| Chén Hóngshòu      | Ch'en Hung-shou    | 陳洪綬                   | 陈洪绶                   | 1598–1652                                   |                                                              |
| Chén Jìrú          | Ch'en Chi-ju       | 陳繼儒                   | 陈继儒                   | 1558–1639                                   |                                                              |
| Chen Lin           | Ch'en Lin          | 陳琳                     | 陈琳                     | Dinastia Yuan                               |                                                              |
| Chen Lu            | Ch'en Lu           | 陳錄                     | 陈录                     | Dinastia Ming                               | Conosciuto anche col suo zi, Xianzhang                       |
| Chén Róng          | Ch'en Jung         | 陳榮                     | 陈荣                     | 1235–1262                                   |                                                              |
| Chen Yifei         | Ch'en I-fei        | 陳逸飛                   | 陈逸飞                   | 1946–2005                                   | Anche stilista di moda e regista                             |
| Chen Zhifo         | Ch'en Chih-fo      | 陳之佛                   | 陈之佛                   | 1896–1962                                   |                                                              |
| Cheng Jiasui       | Ch'eng Chia-sui    | 程嘉燧                   | 程嘉燧                   | 1565–1643                                   |                                                              |
| Cheng Shifa        | Ch'eng Shih-fa     | 程十髮                   | 程十发                   | 1921–2007                                   |                                                              |
| Chéng Zhèngkuí     | Ch'eng Cheng-k'ui  | 程正揆                   | 程正揆                   | 1604–1670                                   |                                                              |
| Chéng Suì          | Ch'eng Sui         | 程邃                     | 程邃                     | 1605–1691                                   |                                                              |
| Cuī Zǐzhōng        | Ts'ui Tzu-chung    | 崔子忠                   | 崔子忠                   | ?–1644                                      | (Cinese)                                                     |
| Cuī Bái            | Tsui Po            | 崔白                     | 崔白                     | Dinastia Song                               |                                                              |
| Dài Jìn            | Tai Chin           | 戴進                     | 戴进                     | 1388–1462                                   |                                                              |
| Dai Xi             | Tai Hsi            | 戴熙                     | 戴熙                     | 1801–1860                                   |                                                              |
| Dài Xuézhèng       | Tai Hsüeh-cheng    | 戴學正                   | 戴学正                   | 1915–1983                                   |                                                              |
| Dèng Shírú         | Teng Shih-ju       | 鄧石如                   | 邓石如                   | Dinastia Qing                               |                                                              |
| Dīng Guānpéng      | Ting Kuan-p'eng    | 丁觀鵬                   | 丁观鹏                   | Dinastia Qing                               |                                                              |
| Ding Yunpeng       | Ting Yün-p'eng     | 丁云鵬                   | 丁云鹏                   | 1547–1628                                   |                                                              |
| Dǒng Qíchāng       | Tung Ch'i-ch'ang   | 董其昌                   | 董其昌                   | 1555–1636                                   |                                                              |
| Dǒng Yúan          | Tung Yüan          | 董源                     | 董源                     | 934–962                                     |                                                              |
| Du Jin             | Tu Chin            | 杜堇                     | 杜堇                     | Dinastia Ming                               |                                                              |
| Du Qiong           | Tu Ch'iung         | 杜瓊                     | 杜琼                     | 1396–1474                                   |                                                              |
| Fàn Kuān           | Fan K'uan          | 范寬                     | 范宽                     | Dinastia Song                               |                                                              |
| Fan Qi             | Fan Ch'i           | 樊圻                     | 樊圻                     | Dinastia Qing                               |                                                              |
| Fāng Cóngyì        | Fang Ts'ung-i      | 方從義                   | 方从义                   | Dinastia Yuan                               |                                                              |
| Fāng Lìjūn         | Fang Li-chun       | 方力鈞                   | 方力钧                   | 1963-vivente                                |                                                              |
| Fāng Zhàolín       | Fang Chao-lin      | 方召麟                   | 方召麐                   | 1914-2006                                   |                                                              |
| Fei Danxu          | Fei Tan-hsü        | 費丹旭                   | 费丹旭                   | Dinastia Qing                               |                                                              |
| Fù Bàoshí          | Fu Pao-shih        | 傅抱石                   | 傅抱石                   | 1904–1965                                   |                                                              |
| Gai Qi             | Kai Ch'i           | 改琦                     | 改琦                     | 1774–1829                                   |                                                              |
| Gao Cen            | Kao Ts'en          | 高岑                     | 高岑                     | Dinastia Qing                               |                                                              |
| Gāo Fènghàn        | Kao Feng-han       | 高鳳翰                   | 高凤翰                   | 1683–1749                                   |                                                              |
| Gāo Jiànfù         | Kao Chien-fu       | 高劍父                   | 高剑父                   | 1879-1951                                   | Fratello di Gao Qifeng                                       |
| Gāo Kègōng         | Kao K'o-kung       | 高克恭                   | 高克恭                   | 1248–1310                                   |                                                              |
| Gāo Qífēng         | Kao Ch'i-feng      | 高奇峰                   | 高奇峰                   | 1889-1933                                   | Fratello di Gao Jianfu                                       |
| Gāo Qípeì          | Kao Ch'i-p'ei      | 高其佩                   | 高其佩                   | 1660–1734                                   |                                                              |
| Gao Xiang          | Kao Hsiang         | 高翔                     | 高翔                     | 1688–1753                                   |                                                              |
| Gong Kai           | Kung K'ai          | 龔開                     | 龚开                     | 1222–1307                                   |                                                              |
| Gōng Xián          | Kung Hsien         | 龔賢                     | 龚贤                     | 1618–1689                                   |                                                              |
| Gù Ān              | Ku An              | 顧安                     | 顾安                     | 1289–?                                      |                                                              |
| Gù Hóngzhōng       | Ku Hung-chung      | 顧閎中                   | 顾闳中                   | c.937 - c.975                               |                                                              |
| Gù Kǎizhī          | Ku K'ai-chih       | 顧愷之                   | 顾恺之                   | c. 345-c. 406                               |                                                              |
| Gu Zhengyi         | Ku Cheng-i         | 顧正誼                   | 顾正谊                   | Dinastia Ming                               |                                                              |
| Guan Daosheng      | Kuan Tao-sheng     | 管道升                   | 管道升                   | Dinastia Yuan                               |                                                              |
| Guān Shānyuè       | Kuan Shan-yüe      | 關山月                   | 关山月                   | 1912-2000                                   |                                                              |
| Guànxiū            | Kuan-hsiu          | 貫休                     | 贯休                     | 832-912 circa                               |                                                              |
| Guo Chun           | Kuo Ch'un          | 郭純                     | 郭纯                     | 1370–1444                                   |                                                              |
| Guan Tong          | Kuan T'ung         | 關仝                     | 关仝                     | 906-960                                     |                                                              |
| Guō Xī             | Kuo Hsi            | 郭熙                     | 郭熙                     | 1020–1090                                   |                                                              |
| Guo Zhongshu       | Kuo Chung-shu      | 郭忠恕                   | 郭忠恕                   | ?–977                                       |                                                              |
| Hán Gàn            | Han Kan            | 韓幹                     | 韩干                     | 706-783                                     |                                                              |
| Hán Měilín         | Han Mei-lin        | 韓美林                   | 韩美林                   | 1936-vivente                                |                                                              |
| Hé Huáishuò        | Ho Huai-shuo       | 何懷碩                   | 何怀硕                   | 1941-vivente                                |                                                              |
| Hong Ren           | Hung Jen           | 弘仁                     | 弘仁                     | 1610–1664                                   | Monaco buddista                                              |
| Hú Jiéqīng         | Hu Chieh-ch'ing    | 胡絜青                   | 胡絜青                   | 1905–2001                                   |                                                              |
| Hú Tínghuī         | Hu T'ing-hui       | 胡廷暉                   | 胡廷晖                   | Circa tardo secolo XIII                     |                                                              |
| Hu Zao             | Hu Tsao            | 胡慥                     | 胡慥                     | Dinastia Qing                               |                                                              |
| Hu Zaobin          | Wu Cho-Bun         | 胡藻斌                   | 胡藻斌                   | 1897–1942                                   |                                                              |
| Hua Yan            | Hua Yen            | 華喦                     | 华岩                     | Dinastia Qing                               |                                                              |
| Huang Ding         | Huang Ting         | 黃鼎                     | 黄鼎                     | Dinastia Qing                               |                                                              |
| Huang Ji           | Huang Chi          | 黃濟                     | 黄济                     | Dinastia Ming                               |                                                              |
| Huáng Shèn         | Huang Shen         | 黃慎                     | 黄慎                     | 1687–1772                                   |                                                              |
| Huáng Quán         | Huang Chüan        | 黃荃                     | 黄荃                     | 903-965                                     |                                                              |
| Huáng Gōngwàng     | Huang Kung-wang    | 黃公望                   | 黄公望                   | 1269–1354                                   |                                                              |
| Huáng Bīnhóng      | Huang Pin-hung     | 黃賓虹                   | 黄宾虹                   | 1864–1955                                   |                                                              |
| Ji Kang            | Chi Kang           | 季康                     | 季康                     | dalla fine della Dinastia Qing fino al 2008 |                                                              |
| Ji Sheng           | Chi Sheng          | 計盛                     | 计盛                     | Dinastia Ming                               |                                                              |
| Jiǎ Yòufú          | Chia You-fu        | 賈又福                   | 贾又福                   | 1942-vivente                                |                                                              |
| Jiāo Bǐngzhēn      | Chiao Ping-chen    | 焦秉貞                   | 焦秉贞                   | 1689–1726                                   | ,                                                            |
| Jiǎng Tíngxí       | Chiang T'ing-hsi   | 蔣廷錫                   | 蒋廷锡                   | 1669–1732                                   |                                                              |
| Jiǎng Sōng         | Chiang Sung        | 蔣嵩                     | 蒋嵩                     | c. n.1500                                   |                                                              |
| Jiāng Zhàoshēn     | Chiang Chao-shen   | 江兆申                   | 江兆申                   | 1925-1996                                   |                                                              |
| Jin Nong           | Chin N'ung         | 金農                     | 金农                     | 1687–1764                                   |                                                              |
| Jīn Tíngbiāo       | Chin T'ing-piao    | 金廷標                   | 金廷标                   | Dinastia Qing                               |                                                              |
| Jīng Hào           | Ching Hao          | 荆浩                     | 荊浩                     | 870-925 circa                               |                                                              |
| Jū Cháo            | Chü Ch'ao          | 居巢                     | 居巢                     | 1811–1865                                   |                                                              |
| Ju Lian            | Chü Lien           | 居廉                     | 居廉                     | 1828–1904                                   |                                                              |
| Juran              | Chü-jan            | 巨然                     | 巨然                     | X secolo                                    |                                                              |
| Ke Jiusi           | K'o Chiu-ssu       | 柯九思                   | 柯九思                   | 1290–1343                                   | Famoso per le sue poesie                                     |
| Kūn Cán            | K'un Ts'an         | 髡殘                     | 髡残                     | Dinastia Qing                               | Monaco buddista                                              |
| Lán Yīng           | Lan Ying           | 藍瑛                     | 蓝瑛                     | 1585–1664                                   |                                                              |
| Lěng Mèi           | Leng Mei           | 冷枚                     | 冷枚                     | Dinastia Qing                               |                                                              |
| Lǐ Chéng           | Li Ch'eng          | 李成                     | 李成                     | 919-967                                     |                                                              |
| Li Di              | Li Ti              | 李迪                     | 李迪                     | ca. 1100–dopo 1197                          |                                                              |
| Lǐ Fāngyīng        | Li Fang-ying       | 李方膺                   | 李方膺                   | 1695–1755                                   |                                                              |
| Li Gonglin         | Li Gong-lin        | 李公麟,                  | 李公麟                   | 1049–1106                                   |                                                              |
| Lǐ Kàn             | Li K'an            | 李衎                     | 李衎                     | 1244–1320                                   |                                                              |
| Li Keran           | Li K'e-jan         | 李可染                   | 李可染                   | 1907–1989                                   | Fratello di Li Xiaoke                                        |
| Li Rongjin         | Li Jung-chin       | 李容瑾                   | 李容瑾                   | Dinastia Yuan                               |                                                              |
| Lǐ Shàn            | Li Shan            | 李鱓                     | 李鳝                     | 1686?-c. 1762                               |                                                              |
| Li Shida           | Li Shih-ta         | 李士達                   | 李士达                   | Dinastia Ming                               |                                                              |
| Li Shixing         | Li Shih-hsing      | 李士行                   | 李士行                   | 1282–1328                                   |                                                              |
| Li Sixun           | Li Ssu-hsun        | 李思訓                   | 李思训                   | 651–716                                     |                                                              |
| Li Song            | Li Sung            | 李嵩                     | 李嵩                     | attivo 1190–1230                            |                                                              |
| Lǐ Táng            | Li T'ang           | 李唐                     | 李唐                     | 1047–1127                                   |                                                              |
| Li Zai             | Li Tsai            | 李在                     | 李在                     | ? - 1431                                    |                                                              |
| Li Zhaodao         | Li Chao-tao        | 李昭道                   | 李昭道                   | 675-758                                     |                                                              |
| Liáng Kǎi          | Liang K'ai         | 梁楷                     | 梁楷                     | Dinastia Song                               |                                                              |
| Lín Liáng          | Lin Liang          | 林良                     | 林良                     | 1416–1480                                   |                                                              |
| Lín Fēngmián       | Lin Feng-mien      | 林风眠                   | 林風眠                   | 1900-1991                                   |                                                              |
| Lin Tinggui        | Lin T'ing-kuei     | 林庭珪                   | 林庭珪                   | Dinastia Song                               |                                                              |
| Liú Guósōng        | Liu Kuo-sung       | 劉國松                   | 刘国松                   | 1932-vivente                                |                                                              |
| Liu Haisu          | Liu Hai-su         | 劉海粟                   | 刘海粟                   | 1896–1994                                   |                                                              |
| Liu Jue            | Liu Chüeh          | 劉玨                     | 刘珏                     | 1409–1472                                   |                                                              |
| Liu Jun            | Liu Chün           | 劉俊                     | 刘俊                     | Dinastia Ming                               |                                                              |
| Liú Xiǎodōng       | Liu Hsiao-tung     | 劉小東                   | 刘小东                   | 1963-vivente                                |                                                              |
| Liú Yě             | Liu Ye             | 劉野                     | 刘野                     | 1964-vivente                                |                                                              |
| Lǚ Jì              | Lü Chi             | 呂紀                     | 吕纪                     | 1477-?                                      |                                                              |
| Lǚ Shòukūn         | Lü Shou-k'un       | 呂壽琨                   | 吕寿琨                   | 1919-1975                                   |                                                              |
| Lu Guang           | Lu Kuang           | 陸廣                     | 陆广                     | Dinastia Yuan                               |                                                              |
| Lù Zhì             | Lu Chih            | 陸治                     | 陆治                     | Dinastia Ming                               |                                                              |
| Luó Mù             | Lo Mu              | 羅牧                     | 罗牧                     | 1622-?                                      |                                                              |
| Luó Pìn            | Lo P'in            | 羅聘                     | 罗聘                     | 1733–1799                                   |                                                              |
| Lù Tànwēi          | Lu T'an-wei        | 陸探微                   | 陆探微                   | attivo 450–490                              |                                                              |
| Luo Zhichuan       | Lo Chih-ch'uan     | 羅稚川                   | 罗稚川                   | Dinastia Yuan                               |                                                              |
| Mǎ Hézhī           | Ma Ho-chih         | 馬和之                   | 马和之                   | fl. c.1131-1162                             |                                                              |
| Ma Lin             | Ma Lin             | 馬麟                     | 马麟                     | Dinastia Song                               |                                                              |
| Ma Shi             | Ma Shih            | 馬軾                     | 马轼                     | Dinastia Ming                               |                                                              |
| Mǎ Wǎn             | Ma Wan             | 馬琬                     | 马琬                     | Dinastia Yuan                               |                                                              |
| Ma Yuan            | Ma Yüan            | 馬遠                     | 马远                     | Dinastia Song                               |                                                              |
| Ma Yuanyu          | Ma Yüan-yü         | 馬元馭                   | 马元驭                   | Dinastia Qing                               |                                                              |
| Méi Qīng           | Mei Ch'ing         | 梅清                     | 梅清                     | Dinastia Qing                               |                                                              |
| Mi Fu              | Mi Fu              | 米芾                     | 米芾                     | 1051–1107                                   | Famoso anche per la calligrafia                              |
| Mǐ Yǒurén          | Mi You-jen         | 米友仁                   | 米友仁                   | 1074-1153                                   | Figlio di Mi Fu                                              |
| Miao Fu            | Miao Fu            | 繆輔                     | 缪辅                     | Dinastia Ming                               |                                                              |
| Min Zhen           | Min Chen           | 閔貞                     | 闵贞                     | Dinastia Qing                               |                                                              |
| Mu Qi              | Mu Ch'i            | 牧谿                     | 牧谿                     | Dinastia Song                               |                                                              |
| Ni Duan            | Ni Tuan            | 倪端                     | 倪端                     | 1436－1505                                  |                                                              |
| Ni Tian            | Ni T'ien           | 倪田                     | 倪田                     | 1855–1919                                   |                                                              |
| Ní Yuánlù          | Ni Yüan-lu         | 倪元璐                   | 倪元璐                   | 1593–1644                                   |                                                              |
| Ní Zàn             | Ni Tsan            | 倪瓚                     | 倪瓒                     | 1301–1374                                   |                                                              |
| Niè Ōu             | Nie Ou             | 聶鷗                     | 聂鸥                     | 1948-vivente                                |                                                              |
| Pán Tiānshòu       | P'an T'ien-shou    | 潘天壽                   | 潘天寿                   | 1897–1971                                   |                                                              |
| Pú Huá             | P'u Hua            | 蒲華                     | 蒲华                     | Dinastia Qing                               |                                                              |
| Pǔ Rú              | P'u Hsin-yu        | 溥儒                     | 溥儒                     | 1887–1963                                   |                                                              |
| Pǔ Xīnyú           | P'u Hsin-yu        | 溥心畬                   | 溥心畲                   | 1896－1963                                  | Mancese, Qing                                                |
| Qí Báishí          | Ch'i Pai-shih      | 齊白石                   | 齐白石                   | 1863–1957                                   |                                                              |
| Qian Du            | Ch'ien Tu          | 錢杜                     | 钱杜                     | Dinastia Qing                               |                                                              |
| Qian Gu            | Ch'ien Ku          | 錢谷                     | 钱谷                     | 1508 - ?                                    |                                                              |
| Qián Wéichéng      | Ch'ien Wei-ch'eng  | 錢維城                   | 钱维城                   | 1720-1772                                   |                                                              |
| Qián Xuǎn          | Ch'ien Hsüan       | 錢選                     | 钱选                     | 1235–1305                                   |                                                              |
| Qiú Yīng           | Ch'iu Ying         | 仇英                     | 仇英                     | Dinastia Ming                               |                                                              |
| Qu Ding            | Ch'ü Ting          | 屈鼎                     | 屈鼎                     | Dinastia Song                               |                                                              |
| Qu Qianmei         | Ch'ü Ch'ien-mei    | 瞿倩梅                   | 瞿倩梅                   | 1956-                                       |                                                              |
| Rèn Rénfā          | Jen Jen-fa         | 任仁發                   | 任仁发                   | 1254–1327                                   |                                                              |
| Rèn Xióng          | Jen Hsiung         | 任熊                     | 任熊                     | 1823–1857                                   | Fratello di Ren Yi                                           |
| Rèn Xūn            | Jen Hsün           | 任薰                     | 任薰                     | 1835–1893                                   |                                                              |
| Rèn Yí             | Jen I              | 任頤                     | 任颐                     | 1840–1896                                   | Fratello di Ren Xiong                                        |
| Shang Xi           | Shang Hsi          | 商喜                     | 商喜                     | ca. 1430–1440                               |                                                              |
| Shàngguān Zhōu     | Shang-kuang Chou   | 上官周                   | 上官周                   | 1665-1750                                   |                                                              |
| Shao Mi            | Shao Mi            | 邵彌                     | 邵弥                     | 1592–1642                                   | Monaco buddista                                              |
| Shěn Dù            | Shen Tu            | 沈度                     | 沈度                     | 1357-1434                                   |                                                              |
| Shěn Quán          | Shen Ch'üan        | 沈銓                     | 沈铨                     | 1682–1760                                   |                                                              |
| Shen Shichong      | Shen Shih-ch'ung   | 沈士充                   | 沈士充                   | Dinastia Ming                               |                                                              |
| Shěn Zhōu          | Shen Chou          | 沈周                     | 沈周                     | 1427–1509                                   | Maestro di Wen Zhengming                                     |
| Shèng Mào          | Sheng Mao          | 盛懋                     | 盛懋                     | Dinastia Yuan                               |                                                              |
| Sheng Maoye        | Sheng Mao-yeh      | 盛茂燁                   | 盛茂烨                   | Dinastia Ming                               |                                                              |
| Shi Rui            | Shih Jui           | 石銳                     | 石锐                     | Dinastia Ming                               |                                                              |
| Shí Kè             | Shih K'e           | 石恪                     | 石恪                     | m. 971, Cinque dinastie e dieci regni       |                                                              |
| Shí Tāo            | Shih T'ao          | 石濤                     | 石涛                     | 1642–1707                                   |                                                              |
| Song Maojin        | Sung Mao-chin      | 宋懋晉                   | 宋懋晋                   | Dinastia Ming                               |                                                              |
| Song Xu            | Sung Hsü           | 宋旭                     | 宋旭                     | Dinastia Ming                               |                                                              |
| Sū Shì             | Su Shih            | 蘇軾                     | 苏轼                     | 1037-1101                                   |                                                              |
| Sun Junze          | Sun Chün-tse       | 孫君澤                   | 孙君泽                   | Dinastia Yuan                               |                                                              |
| Sūn Kèhóng         | Sun K'o-hung       | 孫克弘                   | 孙克弘                   | 1533–1611                                   |                                                              |
| Sūn Lóng           | Sun Lung           | 孫隆                     | 孙隆                     | Dinastia Ming                               |                                                              |
| Tang Di            | T'ang Ti           | 唐棣                     | 唐棣                     | Dinastia Yuan                               |                                                              |
| Tang Yifen         | T'ang I-fen        | 湯貽汾                   | 汤贻汾                   | Dinastia Qing                               |                                                              |
| Táng Yín           | T'ang Yin          | 唐寅                     | 唐寅                     | 1470–1523                                   |                                                              |
| Wáng Duó           | Wang Tuo           | 王鐸                     | 王铎                     | 1592–1652                                   | Famoso anche per la calligrafia                              |
| Wang E             | Wang O             | 王諤                     | 王谔                     | Dinastia Yuan                               |                                                              |
| Wáng Fú            | Wang Fu            | 王紱                     | 王绂                     | 1362–1416                                   |                                                              |
| Wáng Guǎngyì       | Wang Kuang-i       | 王廣義                   | 王广义                   | 1957-vivente                                |                                                              |
| Wang Guxiang       | Wang Ku-hsiang     | 王谷祥                   | 王谷祥                   | 1501–1568                                   |                                                              |
| Wang Hui           | Wang Hui           | 王翬                     | 王翚                     | Dinastia Qing                               |                                                              |
| Wáng Jiàn          | Wang Jian          | 王鑒                     | 王 鉴                    | 1598–1677                                   |                                                              |
| Wáng Jǐqiān        | Wang Chi-ch'ien    | 王己千                   | 王己千                   | 1907-2003                                   | Conosciuto anche come C. C. Wang                             |
| Wáng Jiǔjiāng      | Wang Chiu-chiang   | 王久江                   | 王久江                   | 1957–                                       |                                                              |
| Wáng Lǚ            | Wang Lü            | 王履                     | 王履                     | 1332-?                                      |                                                              |
| Wáng Miǎn          | Wang Mien          | 王冕                     | 王冕                     | 1287–1359                                   |                                                              |
| Wáng Méng          | Wang Meng          | 王蒙                     | 王蒙                     | 1308–1385                                   |                                                              |
| Wang Qiucen        | Wáng Ch'iu-ts'en   | 王秋岑                   | 王秋岑                   | 1912–1993                                   |                                                              |
| Wáng Shímǐn        | Wang Shih-min      | 王時敏                   | 王时敏                   | 1592–1680                                   |                                                              |
| Wang Shishen       | Wang Shih-sen      | 汪士慎                   | 汪士慎                   | Dinastia Qing                               |                                                              |
| Wáng Wéi           | Wang Wei           | 王維                     | 王维                     | 701-761                                     |                                                              |
| Wáng Wǔ            | Wang Wu            | 王武                     | 王武                     | 1632–1690                                   |                                                              |
| Wang Yi            | Wang I             | 王繹                     | 王绎                     | 1330 - ?                                    |                                                              |
| Wang Yuan          | Wang Yüan          | 王淵                     | 王渊                     | Dinastia Yuan                               |                                                              |
| Wang Yuanqi        | Wang Yüan-ch'i     | 王原祁                   | 王原祁                   | Dinastia Qing                               |                                                              |
| Wáng Xīmèng        | Wang Hsi-meng      | 王希孟                   | 王希孟                   | ?-1120?                                     |                                                              |
| Wáng Zhèn          | Wang Chen          | 王震                     | 王震                     | 1867-1938                                   |                                                              |
| Wáng Zhènpéng      | Wang Chen-p'eng    | 王振鵬                   | 王振鹏                   | Dinastia Yuan                               |                                                              |
| Wang Zhongyu       | Wang Chung-yü      | 王仲玉                   | 王仲玉                   | Dinastia Ming                               |                                                              |
| Wén Bórén          | Wen Po-jen         | 文伯仁                   | 文伯仁                   | 1502–1575                                   |                                                              |
| Wen Jia            | Wen Chia           | 文嘉                     | 文嘉                     | 1501–1583                                   |                                                              |
| Wén Tóng           | Wen T'ung          | 文同                     | 文同                     | 1018–1079                                   | Nome d'arte Yuke (与可)                                      |
| Wén Zhēngmíng      | Wen Cheng-ming     | 文徵明                   | 文徵明                   | 1470–1559                                   | , , anche padre di Wen Jia                                   |
| Weng Zhan Qiu      | Weng Chan Ch'iu    | 翁佔秋                   | 翁占秋                   | 1900–1945                                   | conosciuto come Ong Schan Tchow alias Yung Len Kwui (翁联桂) |
| Wú Bīn             | Wu Pin             | 吳彬                     | 吴彬                     | Dinastia Ming                               |                                                              |
| Wú Chāngshuò       | Wu Ch'ang-shuo     | 吳昌碩                   | 吴昌硕                   | 1844–1927                                   |                                                              |
| Wu Daozi           | Wu Tao-tzu         | 吳道子                   | 吴道子                   | 710-780                                     |                                                              |
| Wú Dàoxuán         | Wu Tao-hsan        | 吳道玄                   | 吴道玄                   | 685-758                                     |                                                              |
| Wu Guanzhong       | Wu Kuan-chung      | 吳冠中                   | 吴冠中                   | 1919-2010                                   |                                                              |
| Wú Hóng            | Wu Hung            | 吳宏                     | 吴宏                     | Dinastia Qing                               |                                                              |
| Wú Lì              | Wu Li              | 吳歷                     | 吴历                     | 1632–1718                                   |                                                              |
| Wu Shixian         | Wu Shih-hsien      | 吳石仙                   | 吴石仙                   | Dinastia Qing                               |                                                              |
| Wu Wei             | Wu Wei             | 吳偉                     | 吴伟                     | 1459–1508                                   |                                                              |
| Wú Zhèn            | Wu Chen            | 吳鎮                     | 吴镇                     | 1280–1354                                   |                                                              |
| Wuzhun Shifan      | Wu Chun Shih Fan   | 無準師範                 | 无準师範                 | 1178–1249                                   |                                                              |
| Wú Zuòrén          | Wu Tso-jen         | 吳作人                   | 吴作人                   | 1908–1997                                   |                                                              |
| Xi Gang            | Hsi Kang           | 奚岡                     | 奚冈                     | Dinastia Qing                               |                                                              |
| Xià Chǎng          | Hsia Ch'ang        | 夏昶                     | 夏昶                     | 1388–1470                                   |                                                              |
| Xia Gui            | Hsia Kui           | 夏圭                     | 夏圭                     | Dinastia Song                               |                                                              |
| Xia Shuwen         | Hsia Shu-wen       | 夏叔文                   | 夏叔文                   | Dinastia Ming                               |                                                              |
| Xia Yong           | Hsia Yung          | 夏永                     | 夏永                     | Dinastia Yuan                               |                                                              |
| Xiàng Shèngmó      | Hsiang Sheng-mo    | 項聖謨                   | 项圣谟                   | 1597–1658                                   |                                                              |
| Xiāo Yúncóng       | Hsiao Yün-ts'ung   | 蕭雲從                   | 萧云从                   | 1596–1673                                   |                                                              |
| Xie Huan           | Hsieh Huan         | 謝環                     | 谢环                     | (c. 1370-1450)                              |                                                              |
| Xiè Jìn            | Hsieh Chin         | 解縉                     | 解缙                     | 1369－1415                                  |                                                              |
| Xiè Shíchén        | Hsieh Shih-ch'en   | 謝時臣                   | 谢时臣                   | 1488-?                                      |                                                              |
| Xie Sun            | Hsieh Sun          | 謝蓀                     | 谢荪                     | Dinastia Qing                               |                                                              |
| Xióng Hǎi          | Hsiung Hai         | 熊海                     | 熊海                     | 1957-vivente                                |                                                              |
| Xú Bēihóng         | Hsü Pei-hung       | 徐悲鴻                   | 徐悲鸿                   | 1895–1953                                   | Il figlio maggiore è Xu Boyang                               |
| Xǔ Dàoníng         | Hsü Tao-ning       | 許道寧                   | 许道宁                   | Dinastia Song                               |                                                              |
| Xū Gǔ              | Hsü Ku             | 虛谷                     | 虚谷                     | Dinastia Qing                               |                                                              |
| Xú Wèi             | Hsü Wei            | 徐渭                     | 徐渭                     | 1521–1593                                   |                                                              |
| Xú Xī              | Hsü Hsi            | 徐熙                     | 徐熙                     | 937-975                                     |                                                              |
| Yan Hui            | Yen Hui            | 顏輝                     | 颜辉                     | Dinastia Yuan                               |                                                              |
| Yán Lìběn          | Yen Li-pen         | 閻立本                   | 阎立本                   | ?-673                                       |                                                              |
| Yán Péimíng        | Yen P'ei-ming      | 嚴培明                   | 严培明                   | 1960-vivente                                |                                                              |
| Yān Wénguì         | Yen Wen-kui        | 燕文貴                   | 燕文贵                   | 967-1044                                    |                                                              |
| Yang Borun         | Yang Pojun         | 楊伯潤                   | 杨伯润                   | Dinastia Qing                               |                                                              |
| Yang Jin           | Yang Chin          | 楊晉                     | 杨晋                     | Dinastia Qing                               |                                                              |
| Yáng Shèn          | Yang Shen          | 楊慎                     | 杨慎                     | 1488-1559                                   |                                                              |
| Yáng Wéizhēn       | Yang Wei-chen      | 楊維楨                   | 杨维桢                   | 1296–1370                                   |                                                              |
| Yáng Wújiù         | Yang Woo-chiu      | 楊無咎                   | 杨无咎                   | 1097-1169                                   | Conosciuto anche come Buzhi (補之)                           |
| Yáng Yānpíng       | Yang Yen-p'ing     | 楊燕屏                   | 杨燕屏                   | 1934-vivente                                |                                                              |
| Yao Tingmei        | Yao T'ing-mei      | 姚廷美                   | 姚廷美                   | Dinastia Yuan                               |                                                              |
| Yè Xīn             | Yeh Hsin           | 葉欣                     | 叶欣                     | Dinastia Qing                               |                                                              |
| Yì Yuánjí          | I Yüan-chi         | 易元吉                   | 易元吉                   | (ca. 1000 - ca. 1064)                       | Famoso per i suoi dipinti di scimmie                         |
| Yuan Jiang         | Yüan Chiang        | 袁江                     | 袁江                     | Dinastia Qing                               |                                                              |
| Yuan Yao           | Yüan Yao           | 袁耀                     | 袁耀                     | Dinastia Qing                               |                                                              |
| Yuè Mǐnjūn         | Yüe Min-chun       | 岳敏君                   | 岳敏君                   | 1962-vivente                                |                                                              |
| Yun Shouping       | Yün Shou-p'ing     | 惲壽平                   | 恽寿平                   | 1633–1690                                   |                                                              |
| Yú Péng            | Yü P'eng           | 于彭                     | 于彭                     | 1955-2014                                   |                                                              |
| Yu Zhiding         | Yü Chih-ting       | 禹之鼎                   | 禹之鼎                   | 1647–1716                                   |                                                              |
| Zēng Fàzhì         | Tseng Fan-chih     | 曾梵志                   | 曾梵志                   | 1964-vivente                                |                                                              |
| Zeng Jing          | Tseng Ching        | 曾鯨                     | 曾鲸                     | 1568–1650                                   |                                                              |
| Zha Shibiao        | Cha Shih-piao      | 查士標                   | 查士标                   | 1615–1698                                   |                                                              |
| Zhǎn Zǐqián        | Chan Tzu-ch'ien    | 展子虔                   | 展子虔                   | Dinastia Sui                                |                                                              |
| Zhāng Dàqiān       | Chang Ta-ch'ien    | 張大千                   | 张大千                   | 1899–1983                                   |                                                              |
| Zhang Lu           | Chang Lu           | 張路                     | 张路                     | 1464–1538                                   |                                                              |
| Zhāng Sēngyóu      | Chang Seng-you     | 張僧繇                   | 张僧繇                   | 502-557                                     |                                                              |
| Zhang Shengwen     | Chang Sheng-wen    | 張勝溫                   | 张胜温                   | attivo 1163–1189                            |                                                              |
| Zhang Shunzi       | Chang Shun-tzu     | 張舜咨                   | 张舜咨                   | Dinastia Yuan                               |                                                              |
| Zhāng Shūqí        | Chang Shu-ch'i     | 張書旂                   | 张书旗                   | 1900–1957                                   |                                                              |
| Zhang Wo           | Chang Wo           | 張渥                     | 张渥                     | Dinastia Yuan                               |                                                              |
| Zhāng Xiǎogāng     | Chang Hsiao-kang   | 張曉剛                   | 张晓刚                   | 1958-vivente                                |                                                              |
| Zhāng Xuān         | Chang Hsüan        | 張萱                     | 张萱                     | Dinastia Tang                               |                                                              |
| Zhang Yan          | Chang Yen          | 張彥                     | 张彦                     | Dinastia Ming                               |                                                              |
| Zhāng Yànyuǎn      | Chang Yen-üen      | 張彥遠                   | 张彦远                   | 815-877 circa                               |                                                              |
| Zhang Yin          | Chang Yin          | 張吟                     | 张吟                     | Dinastia Qing                               |                                                              |
| Zhāng Zéduān       | Chang Tse-tuan     | 張擇端                   | 张择端                   | Dinastia Song                               |                                                              |
| Zhang Zongcang     | Chang Tsung-ts'ang | 張宗蒼                   | 张宗苍                   | Dinastia Qing                               |                                                              |
| Zhào Jí            | Chao Chi           | 趙佶                     | 赵佶                     | 1082–1135                                   | Imperatore Huizong, Dinastia Song (宋徽宗)                   |
| Zhào Dànián        | Chao Ta-nien       | 趙大年                   | 赵大年                   | fl. 1080-1100                               |                                                              |
| Zhào Mèngfǔ        | Chao Meng-fu       | 趙孟頫                   | 赵孟頫                   | 1254–1322                                   | Famoso anche per la calligrafia                              |
| Zhao Yong          | Chao Yung          | 趙雍                     | 赵雍                     | Dinastia Yuan                               |                                                              |
| Zhao Yuan          | Chao Yüan          | 趙原                     | 赵原                     | Dinastia Yuan                               |                                                              |
| Zhào Zhīqiān       | Chao Chih-ch'ien   | 趙之謙                   | 赵之谦                   | 1829–1884                                   | Intagliatore di sigilli, famoso anche per la calligrafia     |
| Zhao Zuo           | Chao Tso           | 趙左                     | 赵左                     | Dinastia Ming                               |                                                              |
| Zhèng Xiè          | Cheng Hsieh        | 鄭燮                     | 郑燮                     | 1693–1765                                   | nome di cortesia Bǎnqiáo 板橋; coll. est.: (Cinese),         |
| Zhou Chen          | Chou Ch'en         | 周臣                     | 周臣                     | Dinastia Ming                               |                                                              |
| Zhōu Chūnyá        | Chou Ch'un-ya      | 周春芽                   | 周春芽                   | 1955-vivente                                |                                                              |
| Zhōu Fǎng          | Chou Fang          | 周昉                     | 周昉                     | ca. 730-800                                 |                                                              |
| Zhou Jichang       | Chou Chi-ch'ang    | 周季常                   | 周季常                   | Dinastia Song                               |                                                              |
| Zhou Shuxi         | Chou Shu-hsi       | 周淑禧                   | 周淑禧                   | 1624–1705                                   |                                                              |
| Zhou Wenjing       | Chou Wen-ching     | 周文靖                   | 周文靖                   | Dinastia Ming                               |                                                              |
| Zhou Zhimian       | Chou Chih-mien     | 周之冕                   | 周之冕                   | Dinastia Ming                               |                                                              |
| Zhū Dā             | Chu Ta             | 朱耷                     | 朱耷                     | 1626–1705                                   | AKA Bada Shanren, monaco buddista                            |
| Zhu Derun          | Chu Te-jun         | 朱德潤                   | 朱德润                   | Dinastia Yuan                               |                                                              |
| Zhū Duān           | Chu Tuan           | 朱端                     | 朱端                     | XV - XVI secolo, dinastia Ming              |                                                              |
| Zhū Qǐzhān         | Chu Ch'i-chan      | 朱屺瞻                   | 朱屺瞻                   | 1892–1996                                   |                                                              |
| Zhū Xiūlì          | Chu Hsiu-li        | 朱脩立                   | 朱脩立                   | 1938-vivente                                |                                                              |
| Zhu Zhanji         | Chu Chan-chi       | 朱瞻基                   | 朱瞻基                   | 1398–1435                                   | AKA Imperatore Xuande della Dinastia Ming                    |
| Zou Yigui          | Tsou I-kui         | 鄒一桂                   | 邹一桂                   | Dinastia Qing                               |                                                              |
| Zou Zhe            | Tsou Che           | 鄒喆                     | 邹喆                     | Dinastia Qing                               |                                                              |